# Unleashed
Unleashed — шведський дез-метал гурт. Утворений в 1989 році Джонні Хедлундом у Стокгольмі. У текстах Unleashed домінує тематика, присвячена германо-скандинавській культурі та релігії, дохристиянському світоглядові та міфам. У своїй творчості колектив поєднує давні традиції з сучасним символізмом. З початку 1990-х років дотепер гурт видав 12 студійних альбомів.

## Історія
У 1989 році Джонні Хедлунд створює дез-метал гурт разом із Робертом Сеннебеком. Цього ж року Роберт покидає проєкт, а згодом з'явилися нові учасники: Фредрік «Fredda» Ліндгрен (гітара), Андерс Шульц (ударні) і Томас Оллсон (гітара). В такому складі гурт записує два демо — «Revenge» і «Utter Dark», які надали гуртові можливість співпрацювати з культовим німецьким лейблом Century Media Records. У 1991 колектив видає дебютний альбом Where No Life Dwells. Після виходу альбому гурт набуває популярності та гастролює з Morbid Angel Європою та США.
Наступного року світ побачив ще один альбом Shadows in the Deep, у який увійшли кавер-версії на Venom «Countess Bathory»
Наступні альбоми мали назву Across the Open Sea, виданий 1993 року та Victory, виданий 1995-го. Після запису останнього альбому, з гурту йде Фредрік Ліндгрен, який зосереджується на іншому стилі, тому його замінює інший музикант — Фредрік Фолкаре. Згодом, з новим складом у 1997-му, на радість прихильникам Unleashed видає ще один альбом Warrior.
У 2002 році гурт видає альбом Hell's Unleashed, який швидко став популярним. Гурт знову починає активно гастролювати та брати участь у фестивалях. Цього ж року Хедлунда звинувачують у нацистських поглядах.

На це фронтмен гурту дає однозначну відповідь:
Мені стало відомо, що кілька боягузів поширюють неправдиві чутки про UNLEASHED. Чутки про те, що ми з гуртом підтримуємо політику «правого крила».
Для тих з вас, хто нас не знає, я хотів би скористатися можливістю, щоб заявити, що UNLEASHED вихваляє природу і людину. Людину … незалежно від національності, місця народження або кольору шкіри.
У 2004 році Unleashed видали свій сьомий студійний альбом Sworn Allegiance. У жовтні 2006 року колектив видає восьмий альбом Midvinterblot. Гурт їде в тур Європою в листопаді 2006 року в рамках Masters of Death, разом з Grave, Dismember і Entombed. У лютому і березні 2007 року вони беруть участь у турі Північною Америкою з Krisiun і Belphegor. У червні 2008 року був виданий дев'ятий студійний альбом під назвою Hammer Battalion.
24 липня 2009 року Unleashed підписав контракт з німецьким лейблом Nuclear Blast Records для випуску свого десятого альбому під назвою «Yggdrasil Trembles».
Влітку 2010 року Unleashed були учасниками фестивалю Summer Breeze Open Air і фестивалю важкого металу Heavy Force в Німеччині.
11-й студійний альбом гурту Odalheim був виданий також на Nuclear Blast Records у квітні 2012 року, а їх дванадцятий альбом Dawn of the Nine був виданий 24 квітня 2015 року.

## Склад гурту

### Теперішні учасники
- Johnny Hedlund — вокал, бас
- Fredrik Folkare — гітара
- Tomas Olsson — гітара
- Anders Schultz — ударні

### Колишні учасники
- Fredrik Lindgren — гітара
- Robert Sennebäck — вокал, гітара

## Дискографія

### Студійні альбоми
- Where No Life Dwells (1991)
- Shadows in the Deep (1992)
- Across the Open Sea (1993)
- Victory (1995)
- Warrior (1997)
- Hell's Unleashed (2002)
- Sworn Allegiance (2004)
- Midvinterblot (2006)
- Hammer Battalion (2008)
- As Yggdrasil Trembles (2010)
- Odalheim (2012)
- Dawn of the Nine (2015)
- The Hunt for White Christ (2018)

### ЕР та сингли
- …And the Laughter Has Died (1991)

### Живі виступи
- Live in Vienna '93 (1993)
- Eastern Blood Hail to Poland (1996)

### Компіляції
- Masters of Brutality (Fnac Music, 1992)
- Viking Raids (The Best Of 1991—2004) (2008)

### Бокс-сети
- …And We Shall Triumph in Victory (2003)
- Immortal Glory (The Complete Century Media Years) (2008)